# ديفيد موراي (لاعب كرة قدم)
ديفيد موراي (بالإنجليزية: David Murray)‏ هو لاعب كرة قدم بريطاني (وحمل سابقاً جنسية المملكة المتحدة لبريطانيا العظمى وأيرلندا) في مركز الظهير، ولد في 4 ديسمبر 1882 في المملكة المتحدة، وتوفي في 10 ديسمبر 1915 في لوس إن جوهيل في فرنسا. لعب مع بورت فايل ونادي إيفرتون ونادي ليفربول.

## وصلات خارجية
- ديفيد موراي (لاعب كرة قدم) على موقع قاعدة بيانات كرة القدم.إي يو (الإنجليزية)
- ديفيد موراي (لاعب كرة قدم) على موقع قاعدة بيانات كرة القدم.إي يو (الإنجليزية)